# ダルキース

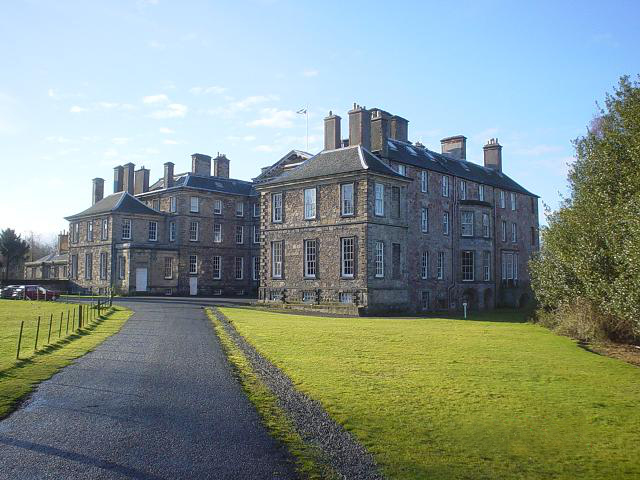
ダルキース・パレス

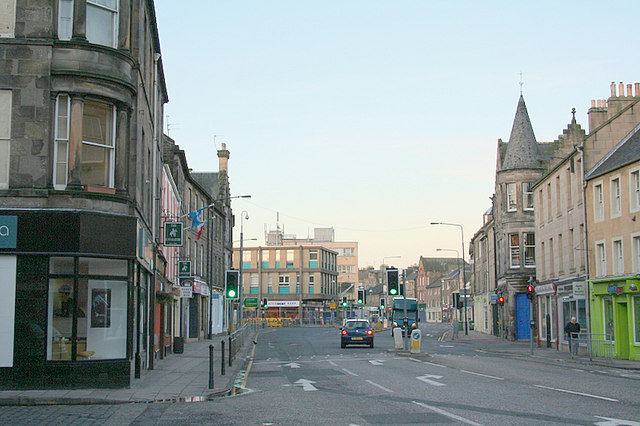
ハイ・ストリート

ダルキース（英語: Dalkeith, [dælˈkiːθ] dal-KEETH、スコットランド・ゲール語: Dail Cheith, [ˈt̪alˈçe]）はイギリス、スコットランドのミッドロージアンにある街である。エスク川流域にあり、北側には12世紀にダルキース城として築城され、バクルー公爵邸としての過去を持つダルキース・パレスが存在する。2011年時点での人口は12,342人である。
ダルキースは中心部を含むダルキース本体、ヴィクトリア期のものを含む大きな家が多い東側のエスクバンク（英語: Eskbank）、公営住宅を中心とした西側のウッドバーン（英語: Woodburn）、ニューバトル修道院が所在する集落である南側のニューバトル（英語: Newbattle）の4つの地区に分けられる。
ダルキースはミッドロージアンの行政の中心地である。また、フランス、シャラント県のコミューンであるジャルナックの姉妹都市となっている。

## 語源
Dalkeithはカンブリア語に由来するとされており、ウェールズ語のddôl（草原、高原、谷）とcoed（森）と同根である。

## 歴史
ダルキースは14世紀のジャン・フロワサールの年代記に以下のように記されている。
この本の著者である私は、若いころスコットランド中を旅し、エディンバラから5リーグの距離にある、これから触れるジェームズ・ダグラス伯の父ウィリアム・ダグラス伯の邸宅である、土地ではダルキースと呼ばれている城に15日間滞在した。その時私は若く美しい子供であったジェームズ伯と彼の妹であるブランシュ嬢と出会った。
1650年には第3次イングランド内戦の一環としてオリバー・クロムウェル率いる軍勢がダルキース城を占領し、スコットランド駐留軍の司令官となったジョージ・マンクはダルキース城を拠点としてスコットランドを治めた。
17世紀のダルキースでは、幅の広いハイ・ストリートにおいて、スコットランド有数の規模の市が開かれていた。
1831年にはエディンバラとを結ぶエディンバラ・アンド・ダルキース鉄道が開業し、石炭をはじめとする鉱物や農産物が主に輸送された。また、1853年には当時のスコットランドで最大の屋内コーン・エクスチェンジ（穀物市場）が建設された。
ダルキースは1879年、ウィリアム・グラッドストンが再度の首相就任に向けたミッドロージアン・キャンペーンを開始する場所となった。

## 主要な建造物
セント・ニコラス・バクルー共同教会（旧称: ダルキース教区教会）はハイ・ストリートにあるスコットランド国教会の教会で、ミラのニコラオスを記念している。初代ダルキース卿ジェームズ・ダグラスによって1404年に共同教会となった。身廊と袖廊は1854年に行われた内部の大改修の際のものである。袖廊の奥（東側）の内陣は1590年以降使われておらず、廃墟化している。クワイヤには初代モートン伯爵ジェームズ・ダグラスと妻のジョーアナ（ジェームズ1世の娘）が埋葬されており、石像が置かれている。このほか、ダルキースには同じくスコットランド国教会のセント・ジョンズ・アンド・キングズ・パーク教会、スコットランド聖公会のセント・メアリ―ズ教会、カトリック教会のセント・デイヴィッズ教会がある。なお、セント・デイヴィッズ教会の建物は1854年竣工のA類指定建造物である。また、モルモン教の集会所も存在する。
北端にあるダルキース・パレスは12世紀築城のダルキース城の跡に、16世紀末に建てられた。現在の建物は18世紀初頭に建て替えられたものである。
ハイ・ストリートのトルブースは18世紀前半に役場（トルブース）としての使用が開始され、建物の東半分が裁判所、西半分と地下が牢となっていた。トルブースの前にはダルキース最後の公開絞首刑が行われた場所が地面に記されている。
このほかの特筆すべき建造物としては墓地にある監視塔（1827年築）や貯水塔、製鉄所（19世紀前半築）が挙げられる。
エスクバンクには継続教育カレッジであるエディンバラ・カレッジのミッドロージアン・キャンパスが所在する。また、ダルキース北東端にはダルキース高校とセント・デイヴィッズ・ローマ・カトリック高校が入居するダルキース・キャンパスがある。
ミッドロージアン・コミュニティ病院はエスクバンクのすぐ西側、隣町のボニーリグの東端に位置している。

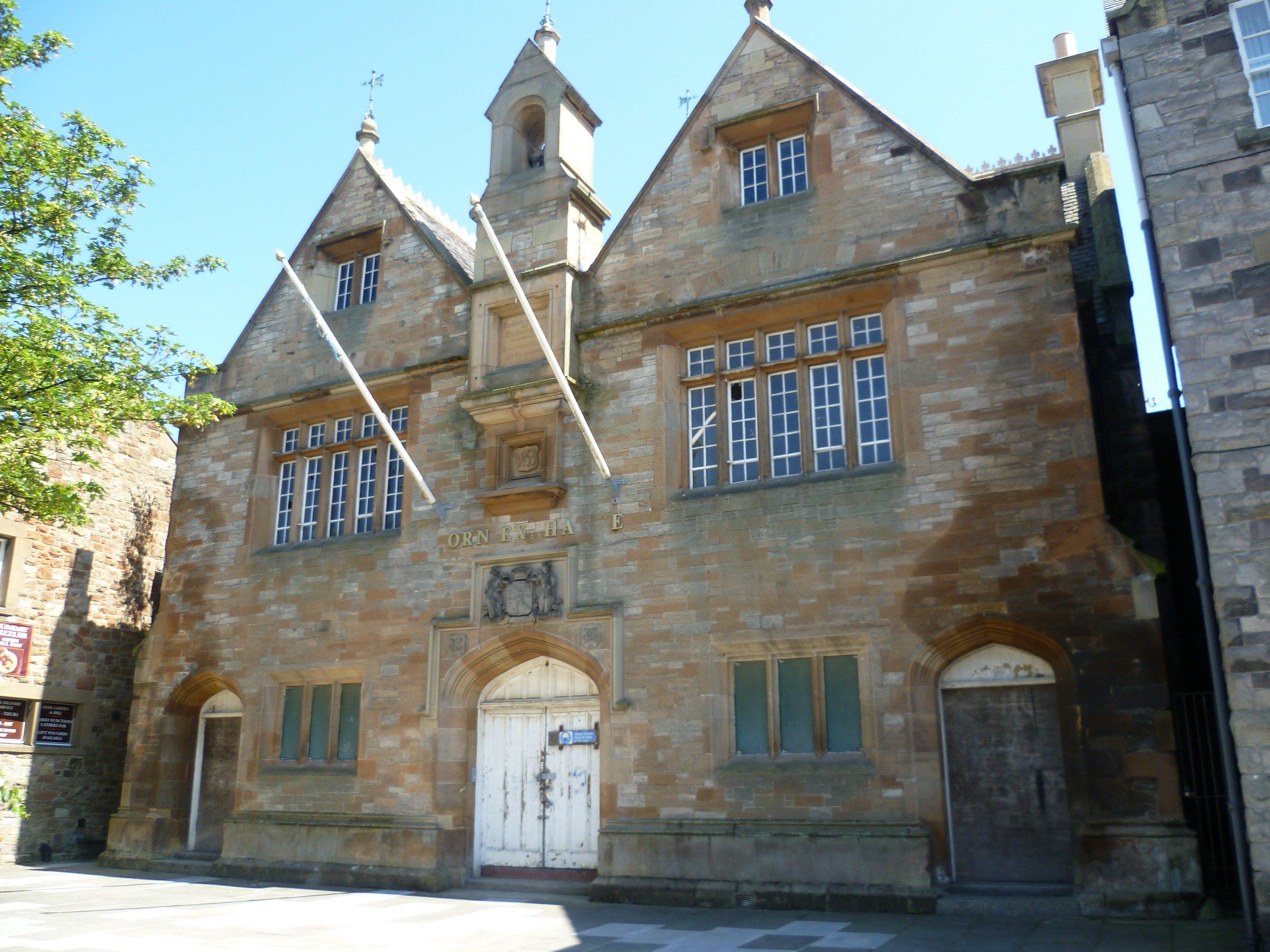
コーン・エクスチェンジ[注 6]
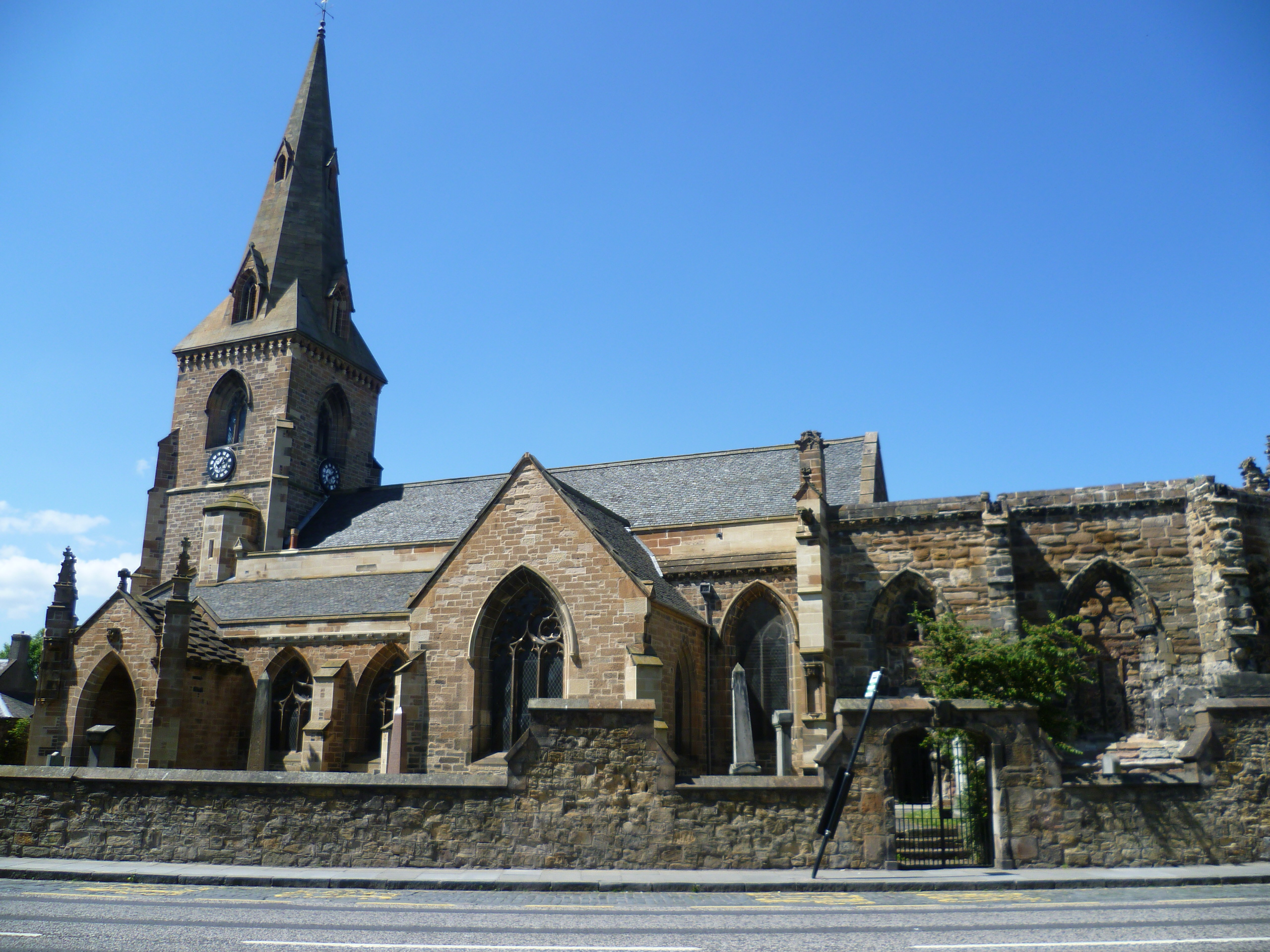
セント・ニコラス・バクルー教会
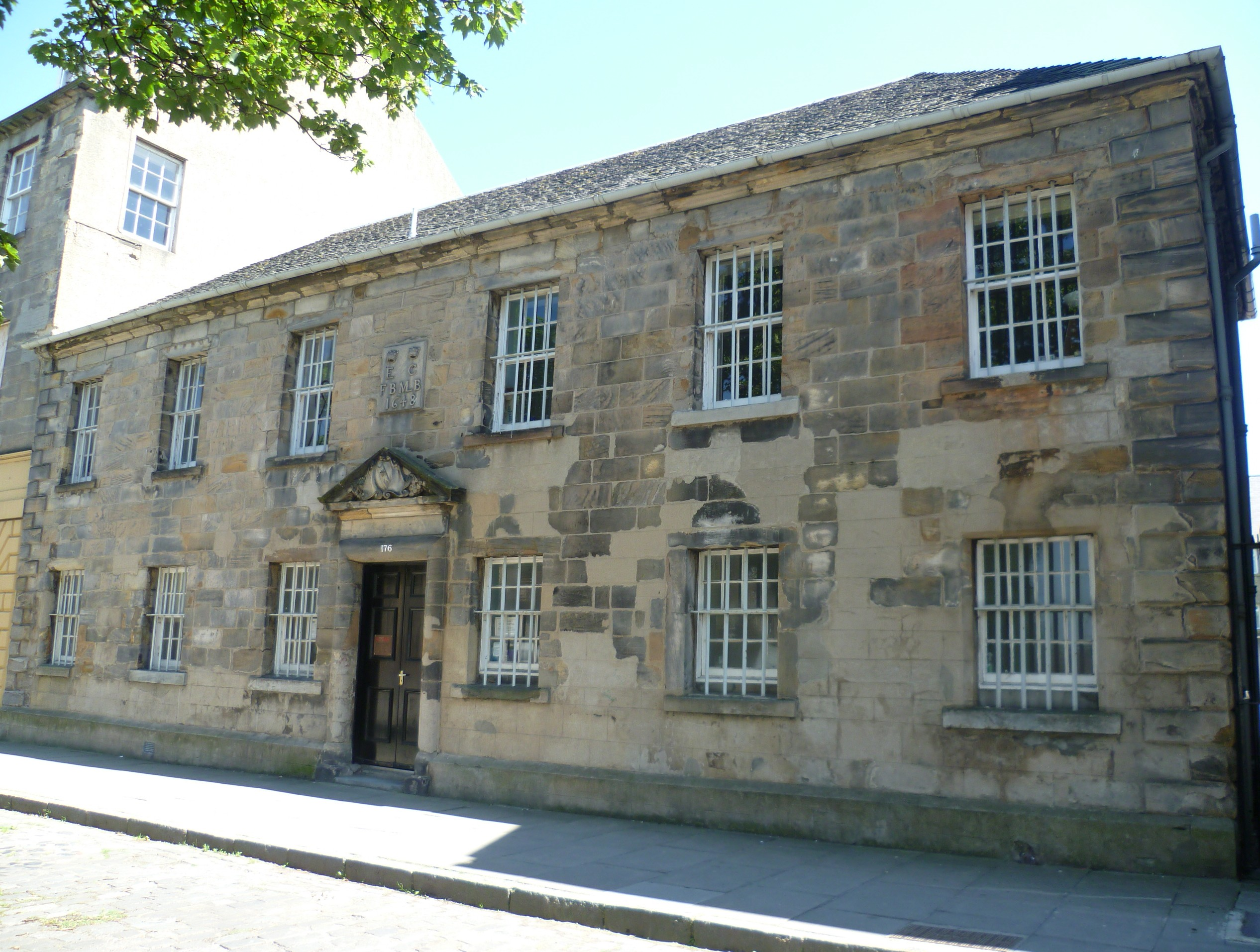
トルブース（英語版）（旧役場）
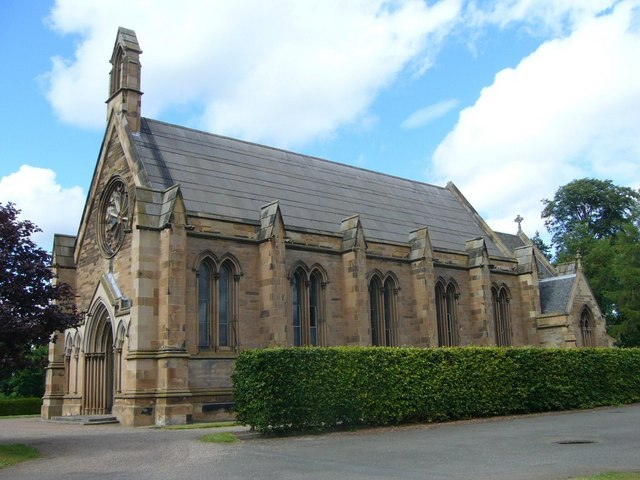
セント・メアリ―ズ教会
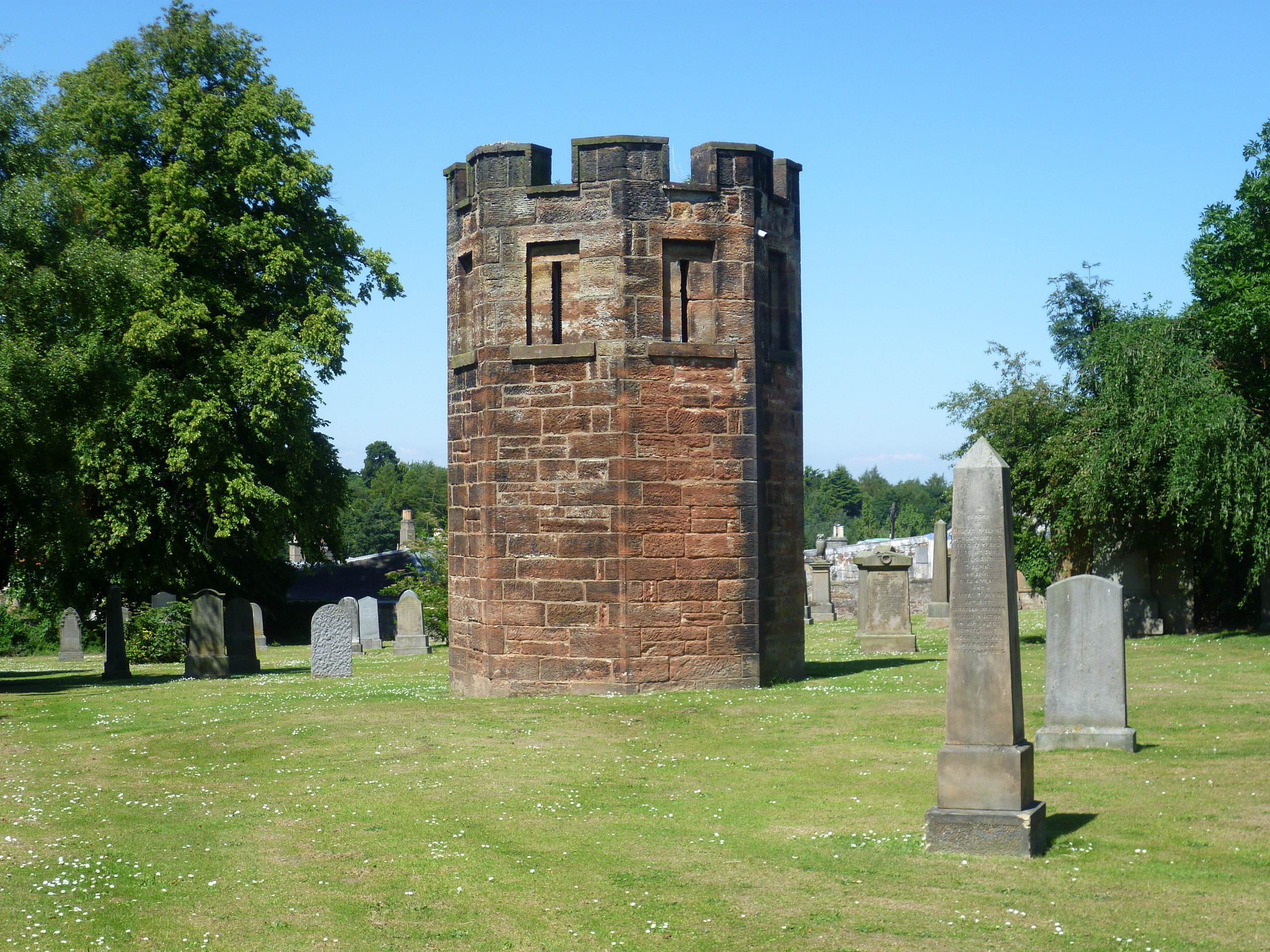
監視塔
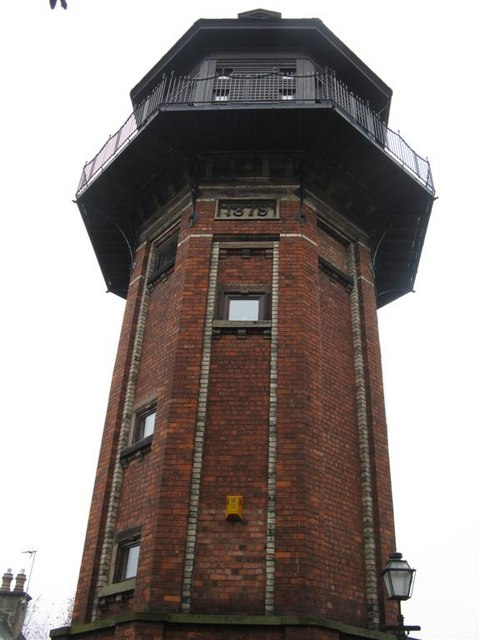
貯水塔

## 出身人物
- ロバート・スミス（英語版）（1722年 - 1777年）- 建築家
- ロバート・エイトケン（英語版）（1734年 - 1802年）- 出版人　アメリカ初の英語の聖書を出版
- ヘンリー・ダンダス（英語版）（1742年 - 1811年）- 政治家
- ジョン・ケイ（英語版）（1742年 - 1826年）- 画家
- デイヴィッド・マシェット（英語版）（1772年 - 1847年）- 金属技師
- ロバート・ターンブル・マクファーソン（英語版）（1814年 - 1872年）- 写真家
- ピーター・テイト（英語版）（1831年 - 1901年）- 数理物理学者
- ジョン・アンダーソン（英語版）（1882年 - 1958年）- 政治家　内務大臣、財務大臣
- ジェームズ・スタッグ（英語版）（1900年 - 1975年）- 気象学者
- ボビー・スミス（英語版）（1953年 - 2010年）- サッカー選手
- フィッシュ（1958年 - ）- ロックシンガー
- ダレン・フレッチャー（1984年 - ）- サッカー選手　スコットランド代表

## 交通
ダルキースには2008年に付け替えが行われるまで、エディンバラとダーリントンをジェドバラ経由で結ぶA68号線が通っていた。現在のA68号線は東側のバイパスを通過しており、ダルキースを貫く旧道はA6106号線となっている。ダルキースの中を通る主な道路としては他に南西のピーブルス方面と北東のマッセルバラ方面とをつなぐA6094号線と、エスクバンクと西のローンヘッド方面とをつなぐA768号線があり、加えてエスクバンクの西端にはエディンバラとカーライルをつなぐ主要道路であるA7号線が通っている。
エディンバラ・アンド・ダルキース鉄道を起源の一つとするウェイヴァリー・ルートは1969年にビーチング・アックスの一環として廃止されたが、2015年9月6日、同線の一部がボーダーズ・レールウェイとして再開業し、エスクバンク駅が設けられている。
ダルキースのバス路線の多くはロージアン・バスズによって運行されている。このほか、イースト・コースト・バスズやボーダーズ・バスズもダルキースに乗り入れている。

## スポーツ

### サッカー
ダルキース・シッスル F.C.がダルキースを本拠地としている。1892年設立であり、イースト・オブ・スコットランド・フットボールリーグに所属している。

### ラグビー
ダルキースを本拠地とするラグビーチームにはイースト・リージョナル・リーグに所属するダルキースRFCがある。